# Khalil Khamis (calciatore 1995)
Khalil Georges Khamis (in arabo خليل جورج خميس‎?; Zahle, 12 gennaio 1995) è un calciatore libanese, difensore del Safa e della nazionale libanese.

## Carriera

### Club
Ha giocato nella prima divisione libanese e nella prima divisione malesiana.

### Nazionale
Nel 2024 è stato convocato per la Coppa d'Asia.

## Palmarès

### Club

#### Competizioni internazionali
- Coppa dell'AFC: 1

Al-Ahed: 2019